# Zama (film)
Pour les articles homonymes, voir Zama.
Pour plus de détails, voir Fiche technique et Distribution.
Zama est un film argentin réalisé par Lucrecia Martel, d'après le roman existentialiste d'Antonio Di Benedetto, sorti en 2017. Il est présenté hors-compétition lors de la Mostra de Venise, et élu quatrième meilleur film de l'année par Sight and Sound.

## Synopsis
Fin du XVIIIe siècle. Le corrégidor don Diego de Zama, isolé dans le Gran Chaco, espère une lettre du vice-roi du Río de la Plata signifiant sa mutation pour Buenos Aires. Souffrant de l'éloignement de sa famille, de l'ennui de son travail de fonctionnaire et du manque de reconnaissance de sa hiérarchie, il perd patience et se lance dans une entreprise désespérée.
Lucrecia Martel a nourri son adaptation en s'inspirant du personnage et de l'oeuvre de Félix de Azara. Selon elle, l'un des thèmes du roman et de son film est « la perte d'identité et la liberté que cela donne ». Elle ajoute : « Selon moi Zama c'est embrasser l'absurde et se jeter dans le bonheur. »

## Fiche technique
- Réalisation : Lucrecia Martel
- Scénario : Lucrecia Martel, d'après le roman éponyme d'Antonio Di Benedetto (1956)
- Photographie : Rui Poças
- Son : Guido Berenblum
- Montage : Karen Harley
- Sociétés de production : Rei Cine (Argentine) et Bananeira Films (Brésil)
- Pays d'origine :  Argentine
- Langue originale : espagnol
- Durée : 115 minutes
- Dates de sortie :
  - Mostra de Venise : 31 août 2017
  - Argentine : 28 septembre 2017
  - France : 11 juillet 2018

## Distribution
- Daniel Giménez Cacho : don Diego de Zama
- Lola Dueñas : Luciana Piñares de Luenga
- Matheus Nachtergaele : Vicuña Porto
- Juan Minujín : Ventura Prieto
- Rafael Spregelburd : le capitaine Hipólito Parrilla
- Nahuel Cano : Manuel Fernández
- Daniel Veronese : le gouverneur

## Production

### Genèse et développement
Lucrecia Martel était en train de comprendre qu'elle ne pourrait pas réaliser son projet d'adapter L'Éternaute lorsqu'elle a découvert le roman Zama en 2010 et a décidé de le porter au cinéma. Elle et Rei Cine ont mis cinq ans pour réunir les 3,2 millions de dollars nécessaires à la réalisation du film. Des producteurs ont tenté de la convaincre de tourner en anglais.

### Attribution des rôles
Le casting est international, réunissant notamment des actrices et acteurs latino-américains et espagnols, du mexicain Daniel Giménez Cacho à l'espagnole Lola Dueñas en passant par le brésilien Matheus Nachtergaele et l'argentin Juan Minujín, et fait appel pour les seconds rôles à des comédiens plus habitués du théâtre que du cinéma (Rafael Spregelburd, Daniel Veronese...) et à des amérindiens Guaranis.

### Tournage
Le tournage, débuté en mai 2015, a eu lieu dans les provinces de Formosa, Corrientes et Buenos Aires. Il a été compromis puis retardé par le cancer qui a atteint la réalisatrice.
L'écrivaine Selva Almada a écrit des notes durant le tournage, réunies sous le titre El mono en el remolino.

### Musique
Le design sonore a été confié à Guido Berenblum (déjà collaborateur de Martel sur ses trois premiers films), qui a créé un univers sensoriel onirique et expressionniste à partir de bruits de la nature, du fleuve, et notamment d'insectes (cigales) et oiseaux (tels les ibijaux et arapongas), bruits amplifiés jusqu'à parfois couvrir les dialogues.
Pour la première fois, Lucrecia Martel a également décidé d'inclure un thème musical récurrent dans son film, composé dans les années 1950 par Los Indios Tabajaras, duo de guitaristes brésiliens déjà entendus dans Nos années sauvages de Wong Kar-wai.

## Accueil critique
Lors de la présentation du film à la Mostra de Venise, l'accueil de Zama est globalement excellent. The Guardian le qualifie de « merveille étrange et sensuelle », Variety de « cauchemar colonial formellement passionnant », Collider de « conte de conquistador somptueux et fiévreux ». Fotogramas le range dans la catégorie de chef-d'œuvre, et le compare aux réalisations de Claire Denis, Werner Herzog et Hou Hsiao-hsien.
Libération est également conquis par cette « plongée hallucinée de Lucrecia Martel dans l’Argentine coloniale » : la réalisatrice « parvient ici à nous faire éprouver par les sens l’état de ces colons décadents, comme soumis à un espace-temps qui les dépasse alors qu’ils s’en croient les maîtres. Puis, dans sa dernière demi-heure, le film bascule totalement dans la démence [et] devient alors vraiment génial, sidérant. »
Lors de sa sortie en France, le site Allociné recense une moyenne des critiques presse de 3,8/5, et des critiques spectateurs à 3,3/5.
Pour Samuel Douhaire de Télérama, « quand la réalisatrice de La ciénaga se lance dans la fresque historique, il ne faut pas s'attendre à un film en costumes classique. Son évocation de l'Argentine coloniale du XVIIIe siècle fuit le réalisme pour chroniquer la dépression — et, peut-être, la démence — d'un fonctionnaire espagnol attendant désespérément une mutation qui, comme Godot, n'arrive jamais. »
Pour Le Figaro, « la réalisatrice argentine signe un précis de décomposition où tous les repères de l'existence se perdent peu à peu, dans une mise en scène à l'étrangeté hypnotique. »

## Distinctions

### Sélections en festivals[15]
- Mostra de Venise 2017 : sélection officielle, hors compétition
- Festival de Toronto : section Masters
- Festival de New York
- Festival de Londres
- Festival de Busan
- Festival de La Havane

### Prix
- Prix de la mise en scène au festival de La Havane
- Prix du jury au festival de Séville
- Cóndor de Plata 2018 : Meilleur film, meilleure réalisatrice pour Lucrecia Martel, meilleur scénario adapté, meilleure photo pour Rui Poças, meilleur design artistique, meilleurs costumes, meilleur son et meilleur maquillage[16].
- 12e cérémonie du Prix Sud : Meilleur film, meilleur réalisateur, meilleur acteur, meilleur scénario adapté, meilleure photographie, meilleur montage, meilleur design artistique, meilleur costume[17].

### Nominations
- Nommé à 11 Prix Sud dont meilleur film, meilleure réalisatrice (Lucrecia Martel), meilleur scénario adapté, meilleure photo (Rui Poças), meilleurs acteurs (Daniel Giménez Cacho et Juan Minujín)
- Nommé au Prix Goya du meilleur film ibéroaméricain
- Candidat de l'Argentine pour l'Oscar du meilleur film en langue étrangère (non retenu)

## Revue de presse
- Olivier Pélisson, " Il était une fois dans l'ouest ", Bande à Part, 8 juillet 2018